# Spengler Cup 2020
Der Spengler Cup 2020 (französisch Coupe Spengler 2020) wäre die 94. Auflage des gleichnamigen Wettbewerbs und hätte vom 26. bis 31. Dezember 2020 im Schweizer Luftkurort Davos stattgefunden. Als Spielstätte war das dortige Eisstadion vorgesehen.
Neben dem Gastgeber HC Davos und dem seit dem Spengler Cup 1984 traditionell teilnehmenden Team Canada hätten vier weitere Mannschaften am Turnier teilgenommen.
Am 29. September 2020 wurde bekannt gegeben, dass das Turnier in diesem Jahr aufgrund der COVID-19-Pandemie abgesagt wird und somit zum insgesamt fünften Mal nicht stattfinden wird.

## Modus
Die sechs teilnehmenden Teams spielen zunächst in zwei Vorrundengruppen – benannt nach den Davoser Eishockeylegenden Richard Torriani sowie den Cattini-Brüdern Ferdinand und Hans – à drei Teams in einer Einfachrunde im Modus «jeder gegen jeden», so dass jede Mannschaft zunächst zwei Spiele bestreitet, die Platzierungen nach Punkten aus. Die beiden Gruppensieger qualifizieren direkt für das Halbfinal, während die Zweit- und Drittplatzierten in einem K.-o.-Duell über Kreuz die beiden weiteren Halbfinalteilnehmer ausspielen. Die beiden Halbfinalsieger ermitteln am Schlusstag schliesslich den Turniersieger.